# Скіту-Ставнік
Скіту-Ставнік (рум. Schitu Stavnic) — село у повіті Ясси в Румунії. Входить до складу комуни Войнешть.
Село розташоване на відстані 309 км на північ від Бухареста, 18 км на південний захід від Ясс.

## Населення
За даними перепису населення 2002 року у селі проживали 543 особи, усі — румуни. Усі жителі села рідною мовою назвали румунську.